# Léon VII
Pour les articles homonymes, voir Léon.
Léon VII (né à Rome) est le 126e pape de l'Église catholique début janvier 936 à sa mort, début juillet 939.

## Biographie
Moine bénédictin, il était né à Rome. Il fut consacré pape selon le désir d'Albéric II de Spolète. Sous son pontificat, grâce à l'œuvre pacificatrice du second abbé de Cluny, Odon de Cluny, Albéric II se réconcilia avec Hugues d'Arles, roi d'Italie, qui avait tenté de reconquérir Rome par la force et favorisa la réforme des ordres monastiques.
Léon VII encouragea ce projet et fit reconstruire l'abbaye de Saint-Paul, les couvents de Sainte-Agnès et de Saint-André à Rome, ainsi que ceux de l'abbaye de Subiaco et de Nepi. Après un pontificat de trois ans et demi, il fut inhumé dans l'ancienne basilique Saint-Pierre qui se trouvait au même lieu que l'actuelle.